# Ocala International Airport

i7
i11
i13
Der Flughafen Ocala, auch Ocala International Airport genannt, ist der regionale Flughafen der Stadt Ocala im US-Bundesstaat Florida.
Der Flughafen dient der allgemeinen Luftfahrt. Er wird derzeit (2022) nicht im Linienverkehr angeflogen.
Der nächste Flughafen mit Linienflügen ist der Flughafen der Stadt Gainesville (ca. 50 Kilometer nördlich).

## Geschichte
Der Flughafen wurde in den frühen 1960er-Jahren eröffnet.
Angeflogen wurde er bis 1987 von Eastern Airlines mit den Zielen Gainesville und Jacksonville.

## Sonstiges
Im Terminal gibt es diverse Unternehmen mit Bezug zur Luftfahrt und Autovermietungen.